# Corb marí pelàgic
El corb marí pelàgic (Urile pelagicus) és un ocell marí de la família dels falacrocoràcids (Phalacrocoracidae) que habita penya-segats del Pacífic Nord, a la Xina, Corea, Japó, Sibèria des de l'illa de Wrangel i Txukotka, cap al sud incloent Sakhalín, Kamtxatka i les illes del Comandant. En Amèrica, des d'Alaska, Aleutianes i Colúmbia Britànica cap al sud fins al nord de Baixa Califòrnia.

## Descripció
Aquest és un corb marí petit que mesura de 64 a 89 cm de llargada, amb una envergadura d'aproximadament un metre i un pes de 1.500 a 2.400 g quan és adult. El plomatge dels adults no reproductors són completament negres amb una iridescència metàl·lica. En plomatge reproductor, tenen dues crestes curtes (una a la part superior del cap i una altra al clatell), tíbies blanques i filoplomes blanques disperses al cap i al coll. El bec és llarg i prim i els peus grossos amb dits totalment palmats són negres durant tot l'any, mentre que la taca de pell fosca i nua sota l'ull es torna d'un magenta viu durant la temporada de cria.
Els mascles i les femelles no difereixen en aparença, tot i que aquesta última és una mica més petita. Els ocells immadurs no tenen iridescència i són de color marró fosc, que es degrada a un marró lleugerament més clar a la part inferior.
El corb marí de màscara roja (U. urile), àmpliament simpàtric, té un aspecte molt similar. Els adults reproductors es distingeixen fàcilment per la quantitat de pell facial nua, que no s'estén notablement més enllà de l'ull en U. pelagicus, però s'estén per sobre del bec i per sobre i darrere de l'ull en U. urile; aquesta última espècie també té crestes més grosses. Els juvenils i els adults no reproductors de les dues espècies sovint són indistingibles fins i tot per a observadors entrenats quan es troben en estols mixtos, o si no es poden observar de prop. En el primer cas, la gran "màscara" facial nua i el bec clar de U. urile es poden reconèixer fàcilment, en el segon cas la mida més gran (tot i que els corbs marís pelàgics mascles poden ser tan grossos com les femelles de corb marí de màscara roja). A diferència del corb marí màscara roja, l'espècie actual sol cridar abans d'enlairar-se, sobretot durant la temporada de cria. En l'exhibició de festeig, el material del niu normalment s'esquinça i es mou (cosa que U. urile podria no fer) i els mascles aparentment no ajupen el cap davant de les femelles com fan els mascles de U. urile. Altres corbs marins i corbs marins del Pacífic Nord són més grossos, amb un bec més gruixut i/o no tenen les tíbies blanques en el plomatge nupcial.
El corb marí pelàgic té les ales relativament curtes per la necessitat d'economitzar forces sota l'aigua i, per tant, tenen els costos de vol més elevats de qualsevol ocell.

## Distribució
El corb marí pelàgic habita les costes i la zona nerítica del Pacífic Nord. La distribució nord-americana s'estén des d'Alaska fins a la península de la Baixa Califòrnia a Mèxic. A més, es troba a les illes Aleutianes i altres illes de l'estret de Bering, i des de l'Extrem Orient rus fins al sud, a través de la península de Txukotka, a Kamchatka i finalment a Kyūshū (encara que no a la resta del Japó). Les poblacions subàrtiques són migratòries, mentre que els ocells de les regions temperades i subtropicals només es dispersen localment després de la cria, però tot i això, els ocells asiàtics poden arribar a la Xina o Corea. S'han registrat ocells errants a les illes Hawaii.

## Ecologia i biologia

### Dieta
A terra, els corbs marins pelàgics són força maldestres i caminen amb el pas de balanceig alt típic de totes els Sula excepte els anhinga; després d'aterrar sovint graten el terra, com és típic dels corbs marins. Quan se senten amenaçats, piquen l'intrús amb el bec, sacsegen el cap i fan un soroll de gàrgares. Aquest ocell s'alimenta nedant per localitzar preses, després submergint-se i perseguint-les sota l'aigua, impulsat pels peus i dirigint-se amb les ales. Pot submergir-se fins a 43 m de profunditat per alimentar-se al fons marí o a prop d'aquest. Els terrenys de caça típics són les cales i les badies protegides; especialment fora de la temporada de cria, també se'ls pot veure pescant al mar. Prefereixen caçar a prop de jaciments d'algues o entre roques. Les preses típiques són peixos petits que viuen al fons i no formen bancs, com ara els ammodytes, els cottidae, els pholidae i els sebastes (peix de roca). A part dels peixos, també mengen sovint petits crustacis, en particular les gambes. S'ha observat que s'uneix a estols d'espècies mixtes que persegueixen bancs de joves arengs del Pacífic (Clupea pallasii). Com tots els corbs marins, a causa de la glàndula uropigial vestigial, el plomatge no és impermeable. Per tant, els ocells tornen a un lloc segur després de buscar aliment per aclarir-se i assecar les plomes, adoptant normalment una postura amb les ales esteses.

### Reproducció
El corb marí pelàgic es reprodueix en costes rocoses i illes. No formen grans colònies, però grups més petits poden niar junts. En alguns casos, aquests ocells alternen entre dos o tres llocs de nidificació en una regió d'un any a l'altre. El niu es construeix a la paret del penya-segat, generalment en cornises, menys sovint en esquerdes o coves. El niu es construeix amb plantes fibroses, com ara herbes o algues, i es manté unit pel mateix guano dels ocells. Un cop els ocells han trobat un lloc de niu que els agrada, tendeixen a romandre-hi fidels per sempre. El niu es repara i millora a cada temporada si cal; per tant, pot créixer fins a 1,5 m de profunditat.
Els mascles que busquen parella o un vincle amb la parella fan una elaborada exhibició de festeig, com és típic del súlids. Com tots els corbs marins, això inclou estirar el sac gular amb l'os hioide i repetir "badalls"; com en molts, però no tots, els corbs marins, l'exhibició del corb marí pelàgic inclou a més arquejar el coll i saltar, aixecar les ales plegades i aletejar-les ràpidament per mostrar els pegats blancs a les tíbies. Durant l'exhibició de badalls, el cap es llença cap enrere i es fan crits que difereixen entre mascles i femelles; quan els ocells aterren, mascles i femelles fan un crit idèntic. Altrament, les exhibicions es fan en silenci.
La posta generalment és d'entre dos i cinc ous, sovint tres o quatre, però s'han registrat postes de fins a set ous. La incubació dura de 3 setmanes a un més. En descloure, les cries pesen una mica més de 35 g i estan nues, però aviat els creix plomes de color gris futge. En anys normals, totes les cries d'una posta típica es poden criar amb èxit, però menys de quatre rarament emplomen. D'altra banda, durant les fases desfavorables de l'oscil·lació decennal del Pacífic, la majoria de les parelles aconsegueixen criar només dues cries com a màxim. Arriben a la maduresa sexual als dos anys, i s'ha registrat una edat màxima de gairebé divuit anys en estat salvatge.

## Estat de conservació
Aquesta espècie nombrosa i estesa no es considera amenaçada per la UICN. El gruix de la població es troba en aigües relativament inaccessibles de la regió del mar de Bering; uns 50.000 de cadascun es reprodueixen a les illes Kurils, les illes del mar de Bering i l'estat nord-americà d'Alaska i les illes costaneres (incloses les Aleutianes). Uns 25.000 es reprodueixen a la costa del Pacífic d'Amèrica del Nord, un 60% dels quals es troben a Califòrnia. Les poblacions locals poden haver estat pràcticament eliminades temporalment pels vessaments de petroli, i a major escala la competència amb les pesqueres amb xarxes d'arrossegament i l'ofegament en aquestes xarxes està posant un límit a les poblacions.
El paràsit acantocèfal Andracantha phalacrocoracis es va descriure a partir d'aquest corb marí.

## Taxonomia i sistemàtica
La família de corbs marins Phalacrocoracidae s'ha inclòs tradicionalment, com tots els altres ocells amb dits completament palmats, dins dels Pelicaniformes. Però els pelicans homònims (Pelecanidae) són en realitat parents més propers de les cigonyes (Ciconiidae) que dels corbs marins. Per tant, s'ha proposat separar els Phalacrocoracidae i parents com a ordre Phalacrocoraciformes. Evidències més recents indiquen que ells i els dards pertanyen en realitat a l'ordre Suliformes, juntament amb els mascarells i morus.
Aquesta espècie es va classificar anteriorment al gènere general Phalacrocorax. Els autors moderns anteriorment es van mostrar reservats a l'hora d'unir tots els corbs marins en un "gènere de paperera", però la majoria de les revisions publicades es basaven en el mèrit filogenètic. Tot i que es va proposar situar el corb marí pelàgic a Stictocarbo, per exemple, això és sens dubte erroni, ja que l'espècie actual no està de cap manera estretament relacionada amb el corb marí pigallat (P. punctatus), l'espècie tipus de Stictocarbo. De la mateixa manera, Leucocarbo es referiria al grup al voltant del complex del corb marí imperial (P. atriceps), que es troba a l'extrem oposat de la Terra respecte a P. pelagicus. La suposada subfamília de "corb marí de penya-segat" Leucocarboninae és completament parafilètica i no es pot acceptar com a circumscrita originalment. Si s'ha d'acceptar subfamílies a Phalacrocoracidae, el corb marí pelàgic i els seus parents anirien a Phalacrocoracinae com la majoria dels corbs marins i corbs marins emplomallats de l'hemisferi nord, mentre que Leucocarboninae inclouria principalment els tàxons de l'hemisferi sud.
Una altra teoria sostenia que el nom del gènere per al corb marí pelàgic, si Phalacrocorax s'hagués de dividir, seria Compsohalieus. Aquest nom s'aplicaria al grup al voltant de l'espècie tipus (corb marí de Brandt, P. penicillatus). Aquest és un clade del Pacífic Nord, que a part del corb marí de Brandt i el corb marí pelàgic també inclou el corb marí de màscara roja (P. urile) i probablement també l'extint corb marí d'ulleres (P. perspicillatus). Tots tenen potes negres, i en el plomatge nupcial els creixen filoplomes blanques al cap i/o al coll, i normalment també tenen dues crestes del cap i pegats blancs a les tíbies com l'espècie actual. També comparteixen que giren el cap cap enrere durant el "badall" i el ràpid aleteig d'ales en l'exhibició de festeig. Dins del grup Compsohalieus, el corb marí de màscara roja és l'espècie germana de P. pelagicus. A més de ser gairebé iguals, aquestes dues espècies també "badallen" moltes vegades seguides en lloc de fer l'exhibició només una vegada, giren el cos abans d'emprendre el vol durant el festeig, i els crits posteriors a l'aterratge del mascle i la femella són idèntics. La resposta d'assenyalar i fer gàrgares a les amenaces també és una apomorfia d'aquestes dues espècies.
El 2014 es va publicar un estudi que donava suport a aquest tractament, tot i que classificava l'espècie en el gènere Urile en lloc de Compsohalieus. La UICN, BirdLife International i el COI han seguit des de llavors aquesta classificació, legitimant-la.
El nom científic anterior era l'equivalent literal llatinitzat en grec antic del nom comú: Phalacrocorax és un terme antic per a corbs marins; literalment, significa “corb calb”, de «falakrós» («φᾶλακρός», “calb”) + «kórax» («κόραξ»,“corb”). Pelagicus és –com el manlleu anglès “pelagic”– derivat de«pelágios» (πελᾶγιος, “del mar obert”). Compsohalieus, mentrestant, significa “pescador elegant”; Deriva de «kompsós» («κομψός», “elegant” o “esvelt”) + «(h)alieus» («ἇλιεύς», “pescador”). Urile és un terme encunyat per Bonaparte el 1855 com a nom d'espècie per al corb marí de màscara roja.

### Subespècies
Generalment es reconeixen dues subespècies. La diferència entre elles és lleu i generalment coincideix amb la regla de Bergmann:
- U. p. pelagicus (Pallas, 1811) – des del nord-oest del Pacífic fins al sud d'Alaska. La subespècie més grossa (però vegeu més avall).
- U. p. resplendens (Audubon, 1838) – des de la Colúmbia Britànica fins al nord-oest de Mèxic. La subespècie més petita.

El corb marí d'Amchitka o corb marí de Kenyon (U. kenyoni) és una suposada espècie que es presumia que estava estretament relacionada amb el corb marí pelàgic. Va ser descrit a partir dels ossos de tres individus atrapats en xarxes de pesca a finals de la dècada de 1950 al port de Constantine a Amchitka, a les illes Aleutianes. El nom específic kenyoni honora el biòleg del Servei de Pesca i Fauna Salvatge dels Estats Units (USFWS en anglès) Karl W. Kenyon, que va recollir l'espècimen tipus USNM 431164 el 22 de febrer de 1959. Alguns ossos d'abocadors prehistòrics d'Amchitka també es van atribuir a aquest tàxon. Com que no es van veure corbs marins distintius vius en els darrers anys a Amchitka, alguns van conjecturar que el corb marí de Kenyon podria haver-se extingit a les dècades de 1960 i 1970 (la contaminació marina i la sobrepesca serien possibles raons).
Tanmateix, una anàlisi posterior d'un nombre més gran d'exemplars de comparació del corb marí pelàgic, principalment d'ocells que van ser víctimes del vessament de petroli de l'Exxon Valdez, va determinar que els ossos eren atribuïbles a femelles petites d'aquesta última espècie, i que l'aparent distinció es devia al fet que l'anàlisi canònica original estava distorsionada per un nombre insuficient d'exemplars. Els investigadors també van descobrir que, contràriament al que generalment es creia, els corbs marins pelàgics de les Aleutianes eren generalment ocells petits, a diferència dels individus de l'oest d'Alaska, que solen ser molt grossos. Si la població de les Aleutianes es considerés una subespècie diferent, s'aplicaria el nom kenyoni. Tanmateix, la verificació de l'estat de la subespècie requeriria anàlisis de seqüències d'ADN, ja que les diferències en la morfologia no són grans i hi ha molta variació entre els individus.
El 2003, a Karab Cove, a l'illa d'Agattu, durant un estudi de l'USFWS, es van observar tres petits corbs marins pelàgics els becs dels quals semblaven ser vermells. Pot ser que es tracti de kenyoni, però no s'ha determinat si el color del bec distingeix la presumpta subespècie o si es deu a una simple mutació. Els grans ocells de la regió del Prince William Sound abans s'anomenaven U. p. robustus, però avui dia no es consideren diferents. Com que sembla que hi ha almenys dos grups de mida recognoscibles i al·lopàtriques només en la subespècie del nord, cal més recerca.

## Biliografia
- Kennedy, Martyn; Spencer, Hamish G.; Gray, Russell D. Hop, step and gape: do the social displays of the Pelecaniformes reflect phylogeny?. vol. 51 (2).  Animal Behaviour, 1996. DOI 10.1006/anbe.1996.0028.
- Kennedy, M.; Gray; R.D.; Spencer, H.G. The Phylogenetic Relationships of the Shags and Cormorants: Can Sequence Data Resolve a Disagreement between Behavior and Morphology?. vol. 17  (3), 2000. DOI 10.1006/mpev.2000.0840.
- Orta, Jaume. Pelagic Cormorant.  Barcelona: Lynx Edicions, 1992 (Handbook of Birds of the World (Volume 1: Ostrich to Ducks)). ISBN 84-87334-10-5.
- Siegel-Causey, Douglas. Phylogeny of the Phalacrocoracidae (PDF). vol. 90 (4).  Condor, 1988. DOI 10.2307/1368846.
- Siegel-Causey, Douglas. Systematics and biogeography of North Pacific shags, with a description of a new species. vol. 140.  Occasional Papers of the University of Kansas Museum of Natural History, 1991.
- Siegel-Causey, Douglas; Lefevre, C. Historical diversity of cormorants and shags from Amchitka Island, Alaska. vol. 93 (4).  Condor, 1991. DOI 10.2307/3247718.